# HAPAG
HAPAG (Hamburg-Amerikanische Packetfahrt-Actien-Gesellschaft, Hamburg-Amerika-Linie) – niemieckie oceaniczne przedsiębiorstwo żeglugowe z siedzibą w Hamburgu, działające w latach 1847–1970. Na przełomie XIX i XX wieku największa spółka żeglugowa na świecie, przez większą część swej historii specjalizowała się w międzykontynentalnym transporcie pasażerskim, w szczególności na trasie Hamburg – Nowy Jork.

## Historia
Spółka została założona 27 maja 1847 roku. Działalność rozpoczęła od obsługi regularnego połączenia Hamburg – Nowy Jork, początkowo przy użyciu statków żaglowych, a od 1856 roku parowców, z których pierwszym była „Borussia”. Na przestrzeni lat połączenie do Nowego Jorku pozostawało najbardziej znaczącym w ofercie HAPAG-u; stanowiło jeden z głównych szlaków migracyjnych z Europy do Stanów Zjednoczonych. Do 1938 roku na statkach HAPAG-u wyemigrowało około 5 mln osób, głównie z Niemiec, Skandynawii, Europy Środkowo-Wschodniej (w tym ziem polskich) i Wschodniej. Przedsiębiorstwo obsługiwało także połączenia do innych portów obu Ameryk, Dalekiego Wschodu i Australii, a także obsługiwało ruch towarowy. Od 1891 roku przedsiębiorstwo oferowało rejsy wycieczkowe, zainaugurowane przez statek „Augusta Victoria”, który odbył dwumiesięczny rejs na Morzu Śródziemnym. W pierwszych latach XX wieku HAPAG, wówczas największa spółka żeglugowa na świecie, zarządzał flotą 190 statków pełnomorskich, operujących na 74 trasach, zawijających do ponad 350 portów na świecie. Głównym konkurentem przedsiębiorstwa był Norddeutscher Lloyd, z siedzibą w Bremie.
Podczas I wojny światowej (1914–1918) flota HAPAG-u zarekwirowana została dla celów wojennych; statki wykorzystywane były m.in. jako krążowniki pomocnicze i transportowce. Wszystkie większe jednostki, które przetrwały wojnę, zostały po jej zakończeniu przekazane państwom ententy w ramach reparacji. W okresie międzywojennym flotę odbudowano – w 1939 roku HAPAG posiadał 108 statków pełnomorskich, raz jeszcze znajdując się wśród największych armatorów na świecie. W następstwie wybuchu II wojny światowej (1939–1945) statki HAPAG-u ponownie uległy rekwizycji. Na mocy postanowień konferencji poczdamskiej niemiecka flota handlowa odstąpiona została państwom alianckim, a niemieckim armatorom do 1950 roku zabroniono świadczenia usług na trasach międzynarodowych. W tym samym roku HAPAG wznowił działalność, zaczynając od połączeń do Karaibów z użyciem czarterowanych statków. Wkrótce wznowione zostały dalekowschodnie połączenia pasażersko-towarowe oraz towarowe do Ameryki Północnej, a w 1958 roku – wycieczkowe. W 1960 roku HAPAG zarządzał największą w swojej powojennej historii flotą 67 statków. W 1968 roku we współpracy z Norddeutscher Lloyd uruchomione zostało pierwsze kontenerowe połączenie z Europy do Ameryki Północnej. Dwa lata później oba przedsiębiorstwa połączyły się, tworząc spółkę Hapag-Lloyd AG.

## Galeria

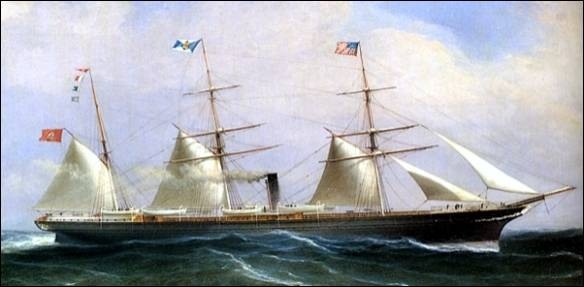
„Borussia”(inne języki) (1856) – pierwszy statek HAPAG-u z napędem parowym
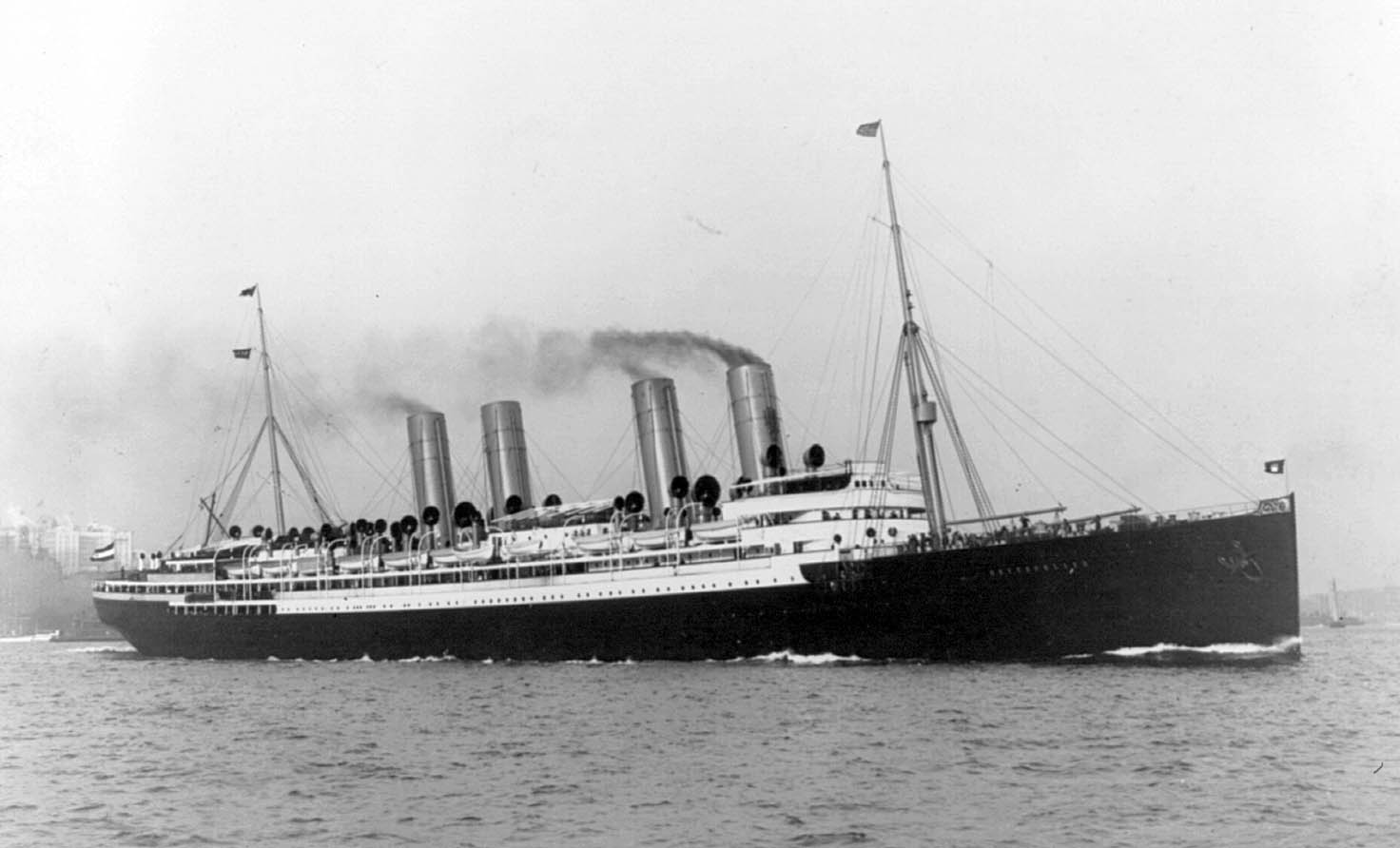
Statek pasażerski „Deutschland”(inne języki) (1900)
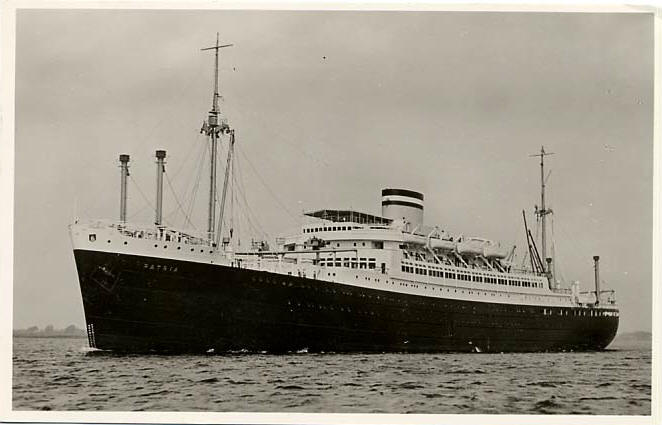
Statek pasażerski „Patria”(inne języki) (1938)
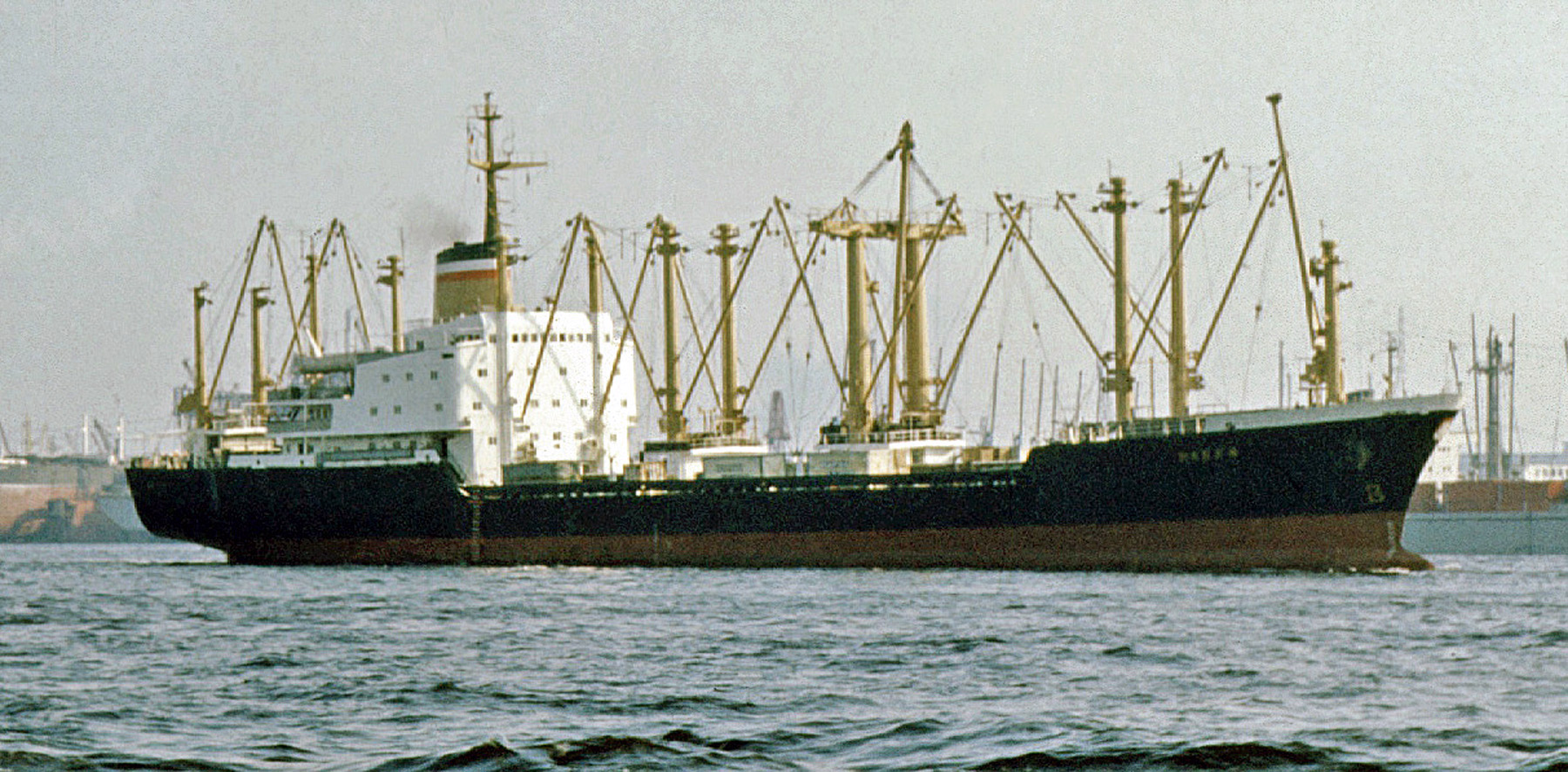
Frachtowiec „Hagen” (1967)